# Porão

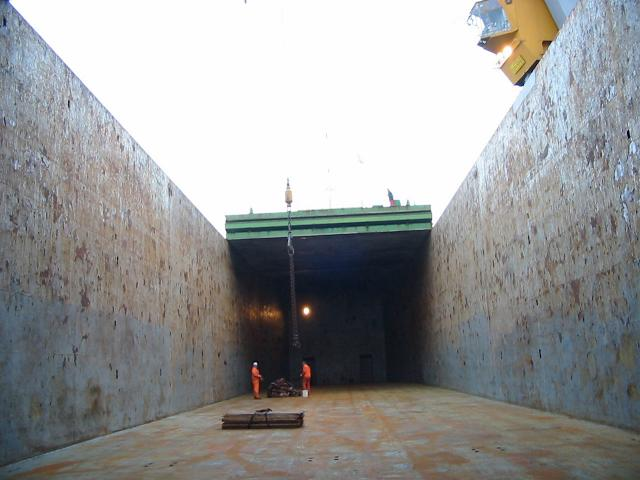
Porão de um navio de carga

Porão é, em náutica, a parte mais baixa no interior de um navio, onde se dispõe a carga a transportar. Em português brasileiro, também designa a parte de uma casa compreendida entre o chão e o assoalho, certamente devido ao facto de, antigamente, as pranchas do soalho serem pregadas em travessas que deixavam um espaço vazio (o porão) entre o soalho e o chão, donde aqueles gemidos do soalho e o som a oco.

## Etimologia
O termo é formado do antigo prão, que deriva do termo latino planu.